# Корецкий детинец
Корецкий детинец — центральное укрепление древнерусского Корческа (ныне Корца Ровненской области), относившегося к Волынскому княжеству. Был расположен в 2,2 км к северо-востоку от современного центра города (Николаевской церкви), на мысу левого берега реки Корчик, притока Случи. Мысовое городище возвышается на 7—8 м над поймой реки и имеет размеры 90 x 50 м². С напольной северной стороны оно защищено двумя дугообразными в плане валами, продублированными рвами. Высота валов составляет около 2 м. Въезд в детинец находился с северной стороны, где в валах есть проход, а через рвы насыпаны гребли. Следы ещё одного въезда прослеживаются с западной стороны.
Среди учёных нет единодушия относительно даты, когда возник Корецкий детинец. Павел Раппопорт, проводивший здесь раскопки в 1960 году, считал, что данное поселение следует датировать ранним железным веком. К северо-востоку от городища находилось неукреплённое славяно-русское поселение X—XIII веков, значительно более крупное по площади. Археологические данные подкрепляют мнение, что древнее укрепление использовалась славянами как убежище. В то же время из-за обнаружения древнерусского материала в городской черте Корца допускается существование иного, ещё не локализованного детинца Корческа.